# Хендрикс, Йохан
Йохан Хендрик Фредерик Хендрикс (африк. Johan Hendrik Frederik Hendriks, родился 1 февраля 1973 года в Фрейхейде) — российский регбист южноафриканского происхождения, выступавший на позиции пропа.

## Биография

### Ранние годы
По некоторым данным, его бабушка была русской. Окончил среднюю школу Данди (африк. Hoerskool Dundee) и сельскохозяйственный колледж Глена. Начинал карьеру в Кубке Карри, выступая за команды «Леопардс» (Северо-Западная провинция) и «Шаркс» (Наталь).

### «Красный Яр» и сборная России
В 2002 году Хендрикс перешёл в российский клуб «Красный Яр», с которым стал серебряным призёром чемпионата России: сыграл минимум в трёх встречах, набрав 10 очков (две попытки против «Пензы»). В игре против клуба «Енисей-СТМ» отметился жёлтой карточкой и удалением на 10 минут с поля. 3 марта 2002 года дебютировал матчем за сборную России против команды Грузии в Тбилиси (ничья 12:12). 7 апреля сыграл против Португалии в Лозане (победа 18:13), прошедшей в рамках чемпионата Европы 2001/2002 в дивизионе A (итоговое 3-е место сборной России), и занёс там одну попытку. Вторую попытку за сборную занёс 5 мая в матче против Чехии (победа 37:18), прошедшем в рамках отбора на чемпионат мира 2003 года. Также 19 мая сыграл против Японии (поражение 19:59), 1 июня против Нидерландов (победа 65:3), 24 сентября против Ирландии (поражение 3:35), 13 октября против Грузии (поражение 13:17). 27 октября и 24 ноября он сыграл два последних матча за сборную России против Испании: в первом россияне победили 36:3, в ответной встрече испанцы победил 38:22, но по сумме двух встреч (58:41) россияне вышли в следующий раунд.
Тем не менее испанцы потребовали опротестовать результаты встреч, заявив, что доказательств наличия русских корней у Йохана Хендрикса, равно как и у других южноафриканских легионеров — Райнера Фольшенка и Вернера Питерса — нет. Федерация регби России не смогла представить доказательства наличия корней или иные обстоятельства, допускающие участие Хендрикса в матчах за сборную России, и в итоге Россию дисквалифицировали, лишив права играть стыковые матчи против Туниса, наказав штрафом в 75 тысяч фунтов стерлингов (по 25 тысяч фунтов на каждого из трёх южноафриканцев). Всего Хендрикс сыграл 9 матчей за сборную России, выйдя в стартовом составе 7 раз и 2 раза на замену, набрав 10 очков (2 попыток).

### После России
После отъезда из России Хендрикс выступал за команды «Леопардс», «Грикуас», «Блю Буллз» и «Фэлконс» в Кубке Карри. С 2005 по 2010 годы играл во Франции за клубы «Гренобль» в Про Д2 и «Перигё» в Федераль 1. Выступал в сезоне 2010/2011 за «Монтё».
Вне регби в 1994—2002 годах работал в Министерстве исправительных учреждений ЮАР. В ЮАР вернулся в 2012 году, проживает в Свартуотере (Лимпопо, ЮАР).

## Стиль игры
Эффектно действовал в первой линии нападения, получил прозвище «Танк».